# Kevin McDonald
Kevin David McDonald (Carnoustie, Escocia, Reino Unido, 4 de noviembre de 1988) es un futbolista escocés. Juega de centrocampista y su equipo es el Exeter City F. C. de la League One.

## Trayectoria

### Dundee
McDonald se unió cuando joven al primer equipo del Dundee. En junio de 2006 recibió una oferta de Celtic de 75 000 £, pero fue rechazada por el club.

### Burnley
McDonald fichó por Burnley en mayo de 2008 por cinco años en un fichaje de £500 000. Anotó su primer gol en el club inglés en noviembre de 2008 en la victoria por 3-0 contra Derby County. 
Fuera del primer equipo, firmó un préstamo al Scunthorpe United por un mes en octubre de 2010, seguido de otro préstamo a Notts County en febrero de 2011 hasta el final de la temporada.

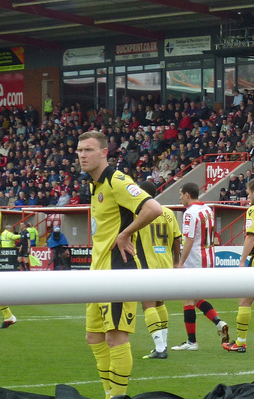
McDonald jugando para Sheffield United en 2013.

### Sheffield United
Dejó su anterior club al final de la temporada 2010-11, y luego de realizar pruebas con Sheffield United firmó un contrato por un año con el club de Yorkshire del Sur. McDonald debutó el 13 de agosto de 2011 contra Brentford. Una lesión durante las semifinales de los play-offs contra Stevenage lo hizo perderse el juego final contra Huddersfield, que Sheffield perdería por penales. Renovó contrato con el club en julio de 2012 por dos años. 

### Wolverhampton Wanderers

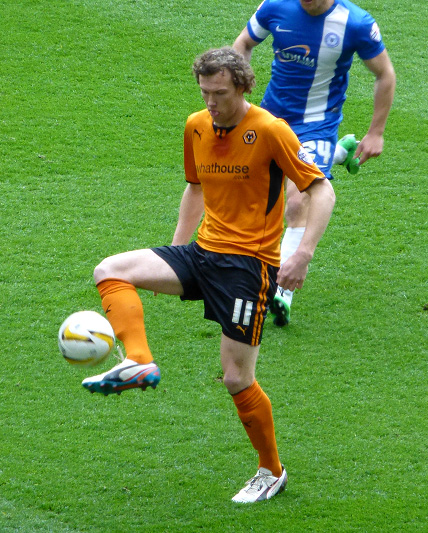
McDonald jugando para Wolerhampton Wanderers en 2014.

El 14 de agosto de 2013 fichó por el Wolverhampton Wanderers, entonces en la League One, por tres años en un fichaje de 750 000 £. Debutó por los Wolves el 17 de agosto de 2013 en la victoria 2-1 contra Bristol City, y anotó su primer gol con el club el 31 de agosto contra Port Vale, victoria para Wanderers por 3-1. 
McDonald fue un titular regular en la temporada que Wolves registraría un récord de puntaje en la tabla de la League One (103). Fue nombrado en el equipo del año de la League One. 
Renovó contrato con los Wolves por tres años la temporada siguiente. 

### Fulham
McDonald se unió al Fulham el 22 de julio de 2016 por tres años. Anotó su primer gol en Fulham el 20 de agosto de 2016 en el empate 2-2 ante Cardiff City. 
En marzo de 2021 anunció que se realizaría un trasplante de riñón, condición que lo dejó fuera de las canchas en la temporada 2020-21 y que comprometía su carrera. El jugador fue operado en julio de 2021 con un riñón donado por su hermano Fraser. Dejó el club al finalizar esa campaña.

### Regreso al fútbol
En febrero de 2022 regresó al fútbol después de firmar con el Dundee United F. C. Dejó el club al final de temporada y, tras un periodo de prueba, el 31 de enero de 2023 fichó por el Exeter City F. C. Allí completó la campaña antes de seguir su carrera en el Bradford City A. F. C. Con este equipo disputó 23 partidos durante la campaña 2023-24 y en noviembre de 2024 volvió al Exeter City F. C.

## Selección nacional
Debutó con la selección de Escocia el 23 de marzo de 2018 en la derrota en casa contra Costa Rica. 

## Estadísticas

### Clubes
Actualizado al 3 de mayo de 2025.
| Club | Div.          | Temporada     | Liga(1) | Liga(1) | Copas nacionales(2) | Copas nacionales(2) | Total | Total |
| Club | Div.          | Temporada     | Part.   | Goles   | Part.               | Goles               | Part. | Goles |
| --- | ------------- | ------------- | ------- | ------- | ------------------- | ------------------- | ----- | ----- |
| Dundee F. C. Escocia | 2.ª           | 2005-06       | 26      | 3       | 7                   | 0                   | 33    | 3     |
| Dundee F. C. Escocia | 2.ª           | 2006-07       | 30      | 2       | 3                   | 0                   | 33    | 2     |
| Dundee F. C. Escocia | 2.ª           | 2007-08       | 34      | 9       | 5                   | 2                   | 39    | 11    |
| Dundee F. C. Escocia | Total club    | Total club    | 90      | 14      | 15                  | 2                   | 105   | 16    |
| Burnley F. C. Inglaterra | 2.ª           | 2008-09       | 26      | 1       | 7                   | 2                   | 33    | 3     |
| Burnley F. C. Inglaterra | 1.ª           | 2009-10       | 26      | 1       | 4                   | 0                   | 30    | 1     |
| Burnley F. C. Inglaterra | 2.ª           | 2010-11       | 0       | 0       | 1                   | 1                   | 1     | 1     |
| Burnley F. C. Inglaterra | Total club    | Total club    | 52      | 2       | 12                  | 3                   | 64    | 5     |
| Scunthorpe United F. C. Inglaterra | 2.ª           | 2010-11       | 5       | 1       | —                   | —                   | 5     | 1     |
| Scunthorpe United F. C. Inglaterra | Total club    | Total club    | 5       | 1       | —                   | —                   | 5     | 1     |
| Notts County F. C. Inglaterra | 3.ª           | 2010-11       | 11      | 0       | —                   | —                   | 11    | 0     |
| Notts County F. C. Inglaterra | Total club    | Total club    | 11      | 0       | —                   | —                   | 11    | 0     |
| Sheffield United F. C. Inglaterra | 3.ª           | 2011-12       | 33      | 3       | 5                   | 0                   | 38    | 3     |
| Sheffield United F. C. Inglaterra | 3.ª           | 2012-13       | 47      | 1       | 4                   | 0                   | 51    | 1     |
| Sheffield United F. C. Inglaterra | 3.ª           | 2013-14       | 1       | 1       | 1                   | 0                   | 2     | 1     |
| Sheffield United F. C. Inglaterra | Total club    | Total club    | 81      | 5       | 10                  | 0                   | 91    | 5     |
| Wolverhampton Wanderers F. C. Inglaterra | 3.ª           | 2013-14       | 41      | 5       | 3                   | 0                   | 44    | 5     |
| Wolverhampton Wanderers F. C. Inglaterra | 2.ª           | 2014-15       | 46      | 0       | 1                   | 0                   | 47    | 0     |
| Wolverhampton Wanderers F. C. Inglaterra | 2.ª           | 2015-16       | 33      | 3       | 2                   | 0                   | 35    | 3     |
| Wolverhampton Wanderers F. C. Inglaterra | Total club    | Total club    | 120     | 8       | 6                   | 0                   | 126   | 8     |
| Fulham F. C. Inglaterra | 2.ª           | 2016-17       | 45      | 3       | 3                   | 0                   | 48    | 3     |
| Fulham F. C. Inglaterra | 2.ª           | 2017-18       | 45      | 3       | 1                   | 0                   | 46    | 3     |
| Fulham F. C. Inglaterra | 1.ª           | 2018-19       | 15      | 0       | 1                   | 0                   | 16    | 0     |
| Fulham F. C. Inglaterra | 2.ª           | 2019-20       | 16      | 0       | 2                   | 0                   | 18    | 0     |
| Fulham F. C. Inglaterra | 1.ª           | 2020-21       | 0       | 0       | 0                   | 0                   | 0     | 0     |
| Fulham F. C. Inglaterra | Total club    | Total club    | 121     | 6       | 7                   | 0                   | 128   | 6     |
| Dundee United F. C. Escocia | 1.ª           | 2021-22       | 9       | 0       | 2                   | 0                   | 11    | 0     |
| Dundee United F. C. Escocia | Total club    | Total club    | 9       | 0       | 2                   | 0                   | 11    | 0     |
| Exeter City F. C. Inglaterra | 3.ª           | 2022-23       | 11      | 3       | ―                   | ―                   | 11    | 3     |
| Bradford City A. F. C. Inglaterra | 4.ª           | 2023-24       | 19      | 0       | 4                   | 0                   | 23    | 0     |
| Bradford City A. F. C. Inglaterra | Total club    | Total club    | 19      | 0       | 4                   | 0                   | 23    | 0     |
| Exeter City F. C. Inglaterra | 3.ª           | 2024-25       | 11      | 0       | 3                   | 0                   | 14    | 0     |
| Exeter City F. C. Inglaterra | Total club    | Total club    | 22      | 3       | 3                   | 0                   | 25    | 3     |
| Total carrera | Total carrera | Total carrera | 530     | 39      | 59                  | 5                   | 589   | 44    |
| (1) Incluye playoffs de la EFL Championship y League One. (2) Incluye Copa de Escocia, Copa de la Liga de Escocia, Scottish Challenge Cup, FA Cup, Copa de la Liga de Inglaterra y Football League Trophy. |               |               |         |         |                     |                     |       |       |

### Selección nacional
| Selección        | Temporada     | Encuentros | Encuentros |
| Selección        | Temporada     | Part.      | Goles      |
| ---------------- | ------------- | ---------- | ---------- |
| Sub-19 Escocia   | 2006          | 1          | 0          |
| Sub-19 Escocia   | Total         | 1          | 0          |
| Sub-21 Escocia   | 2007-2010     | 14         | 2          |
| Sub-21 Escocia   | Total         | 14         | 2          |
| Absoluta Escocia | 2018-         | 5          | 0          |
| Absoluta Escocia | Total         | 5          | 0          |
| Total carrera    | Total carrera | 5          | 0          |

## Palmarés

### Títulos nacionales
| Título              | Club                          | País       | Año     |
| ------------------- | ----------------------------- | ---------- | ------- |
| Football League One | Wolverhampton Wanderers F. C. | Inglaterra | 2017-18 |